# Arthur Tedder
Arthur William Tedder, 1st Baron Tedder (Glenguin, 11 juli 1890 – Surrey, 3 juni 1967) was een Britse luchtmachtcommandant. Tijdens de Eerste Wereldoorlog was hij een piloot en squadroncommandant in de Royal Flying Corps en was een hoofdofficier in de Royal Air Force in het interbellum. Hij bekleedde diverse hoge posities tijdens de Tweede Wereldoorlog en na de oorlog was hij Chief of the Air Staff. Nadat hij bij de RAF met pensioen was gegaan, nam hij het kanselierschap van de University of Cambridge op zich.

## Eerste jaren
Van 1909 tot 1913 studeerde hij geschiedenis aan de Magdalene College. In de zomer van 1912 ging Tedder Duits studeren in Berlijn. Met de start van een nieuw academisch jaar keerde hij terug naar Magdalene voor een vierde jaar, omdat hij diplomaat wilde worden. Tijdens zijn laatste jaar aan Magdalene ontving Tedder een reserve provisie als tweede luitenant in het Dorsetshire Regiment.
Na de universiteit ging hij als cadet bij de Colonial Service en vertrok in februari 1914 naar Fiji. Tedder kon niet wennen aan het koloniale leven van Fiji en keerde, na de uitbraak van de Eerste Wereldoorlog, terug naar Engeland om in dienst te gaan.

## Eerste Wereldoorlog
Tedder arriveerde in december 1914 in Engeland. Hij werd in januari 1915 als officier toegevoegd bij het Dorsetshire Regiment en promoveerde op 10 januari tot luitenant. Hij werd toegevoegd aan de reserve-eenheid Wyke Regis aan de kust van Dorset, waar hij in februari 1915 gewond raakte. Tedder werd belast met lichte werkzaamheden en werd in juli 1915 naar Calais overgeplaatst. Hij kon geen infanteriewerkzaamheden uitvoeren. In die tijd werd hij toegevoegd aan het Royal Flying Corps. In oktober 1915 werd het Tedder toegestaan terug te keren naar Engeland en meldde zich aan bij het Flying Corps.
In januari 1916 werd Tedder geaccepteerd voor het Royal Flying Corps en werd eerst toegevoegd aan de Nr. 1 School voor Luchtvaart. In april 1916 werd hij toegevoegd aan de Central Flying School waar hij leerde vliegen en zijn wings verdiende. In juni 1916 diende Tedder als piloot bij het RFC-squadron nr. 25 en vloog in een Bristol Scout C over het Westfront. Twee maanden later kreeg Tedder extra verantwoordelijkheden, omdat hij benoemd werd tot flight commander van de 25e Squadron. Op 1 januari 1917 werd Tedder bevorderd tot majoor en benoemd tot bevelhebber van RFC-squadron nr. 70. Tedder bleef aan het Westfront en zijn nieuwe squadron werd uitgerust met Sopwith 1½ Strutters. Op 25 juni 1917 werd hij benoemd tot Officer Commanding van het RFC-squadron nr. 67. Het squadron was gestationeerd in het Midden-Oosten. Hij voerde een jaar het bevel over het RFC-squadron nr. 67 en werd daarna benoemd tot commandant van de School voor Navigatie en Bombardementen in Egypte. Op 24 juni 1918 werd Tedder tijdelijk bevorderd tot luitenant-kolonel voor de recentelijk gevormde RAF en benoemd tot Officer Commanding 38e Wing die zijn basis in Egypte had.

## Interbellum
Na de oorlog accepteerde Tedder een permanente positie in de nieuwe Royal Air Force (RAF) als een squadronleider en voerde het bevel over RAF-squadrons nrs. 207 en 274 Squadrons, beide waren gestationeerd in RAF Bircham Newton. RAF-squadron nr. 207 (beschikte over DH9a bommenwerpers) werd van 1922-1923 naar Turkije gestuurd vanwege de Chanak Crisis. RAF-squadron nr. 274 beschikte over de Handley Page V/1500, de grootste bommenwerpers in die tijd. Tedder was vanaf 1923 betrokken in training, zowel als een pupil op de RN Staff College en de Imperial Defence College en in de staf bij de Directorate of Training, de RAF Staff College en de Air Armament School (als bevelvoerend officier in 1932). In 1931 bereikte Tedder de rang van group captain en diende van 1934 tot 1936 als Hoofd van Trainingen en promoveerde daarna tot air commodore.
In 1936 werd hij benoemd tot Air Officer Commanding (AOC) RAF Far Eastern Forces die hem het bevel gaf over RAF-eenheden van Birma tot Hong Kong en Borneo. In 1938 werd hij directeur-generaal voor Onderzoek voor het ministerie van Luchtvaart.

## Tweede Wereldoorlog

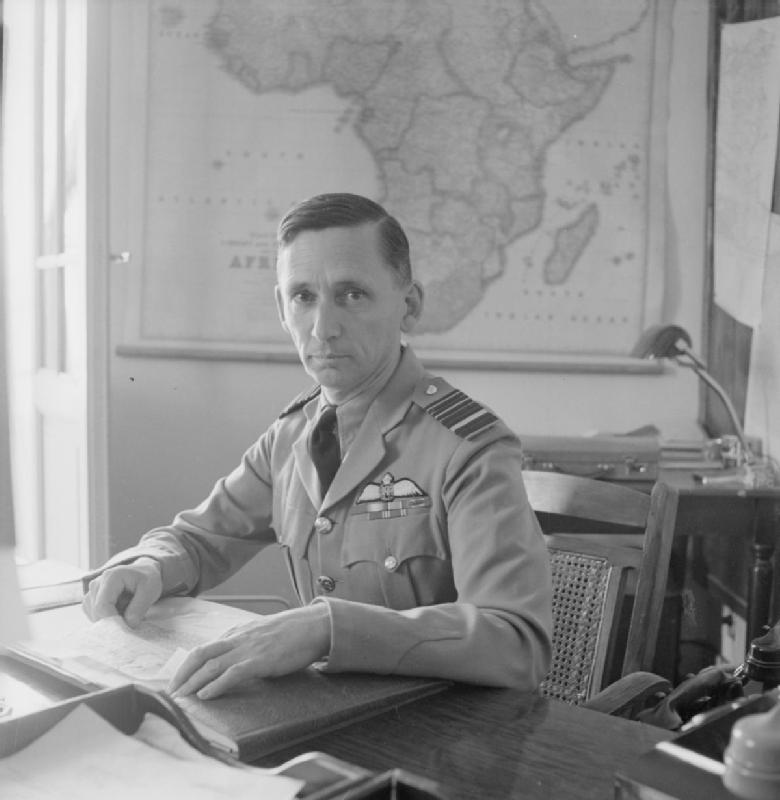
Arthur Tedder in zijn kantoor in Caïro (1942)

Na het uitbreken van de oorlog in 1939 werd Tedders departement overgeheveld naar de nieuw opgerichte ministerie van Vliegtuigproductie, maar het lukte niet om een goede werkrelatie met de minister Lord Beaverbrook en premier Winston Churchill te bewerkstelligen en in november 1940 werd als plaatsvervangend Air Officer Commander van de RAF Middle East Command.
Tedder werd in juni 1941 benoemd tot Air Officer opperbevelhebber RAF Middle East Command met de tijdelijke rang van Air Marshal (in april 1942 definitief). Hij was niet de eerste keuze van Churchill voor de post, maar doordat Air Vice-Marshal Owen Tudor Boyd krijgsgevangen was genomen werd Tedder benoemd. Als hoofd van de RAF Middle East Command voerde hij het bevel over luchtoperaties in het Middellandse Zeegebied en Noord-Afrika, in mei 1941 zorgde Tedder voor luchtsteun tijdens de evacuatie op Kreta en tijdens Operatie Crusader. In januari 1942 werd Tedder geridderd en benoemd tot Ridder Commandeur in de Orde van het Bad. Tedder zag de opbouw voor van een luchtmachteenheid in de Westelijke Woestijn en vooral de ontwikkeling van efficiëntere, operationele en administratieve beleid die veranderde in een zeer effectieve werking die van cruciaal belang was voor de geallieerde overwinning in de beslissende slagen bij El Alamein. Een van zijn bommentactieken stond bekend als de “Tedder Carpet”.
In december 1943 nam Tedder als tijdelijk Air Chief Marshal het bevel over de Allied Air Forces in het Middellandse Zeegebied. Hij was betrokken bij de geallieerde landing op Sicilië.
Tijdens de planning van Operatie Overlord werd Tedder benoemd tot Deputy Supreme Commander onder generaal Dwight D. Eisenhower. Hij vond dat hij in deze rol weinig verantwoordelijkheid had en wist de controle te krijgen over luchtplanningen op D-Day van de bevelhebber van de Allied Air Expeditionary Force, Trafford Leigh-Mallory. Hij ontwikkelde een afkeer voor de Britse generaal Bernard Montgomery en tijdens de Slag om Normandië en later bekritiseerde hij Montgomery om zijn vooruitgang en pleitte voor het ontslag van Montgomery van zijn commando.
In het laatste jaar van de oorlog werd Tedder naar Rusland gezonden. In mei 1945 tekende hij tijdens de overgave van de Duitsers namens generaal Eisenhower. Geridderd in 1942 aan het einde van de oorlog werd Tedder een peerage toegekend. Hij volgde Charles Portal op als Chief of the Air Staff en diende van 1946 tot 1950 op die post.

## Laatste jaren
In 1950 werd hij benoemd tot kanselier van de Universiteit van Cambridge. In 1950 diende hij als Brits afgevaardigde tijdens de militaire ontmoeting van de NAVO in Washington D.C. Hij diende ook als vicevoorzitter van de Board of Governors of the BBC. Hij ontving ten minste zes ere LLD-graden en was geïnteresseerd in astronomie. In zijn laatste jaren leed hij aan de Ziekte van Parkinson. Hij stierf in 1967 op 76-jarige leeftijd in Surrey.
Hij ontving veel onderscheidingen waaronder de Amerikaanse Army Distinguished Service Medal.

## Militaire loopbaan
- Lieutenant: 14 oktober 1914[1]
- Captain: 21 maart 1916[2]
- Flight Commander: 9 augustus 1916[3]
- Major: 1 januari 1917[4]
- Lieutenant-Colonel: 23 juli 1918[5]
- Wing Commander: 1 januari 1924[6]
- Group Captain:1 januari 1931[6]
- Air Commodore: 1 juli 1934[7]
- Air Vice Marshal: 1 juli 1937[8]
- Waarnemend Air Marshal: 29 november 1940[9]
- Air Chief Marshal: 6 juni 1945[10]
- Marshal of the Royal Air Force: 12 september 1945[11]

## Onderscheidingen
- Baron: 8 februari 1946[12]
- Lid in Orde van het Bad op 1 februari 1937[13]
  - Commandeur op 1 januari 1942[14]
  - Ridder Grootkruis op 27 november 1942[15][16]
- Grootkruis in de Orde Polonia Restituta op 1 oktober 1943
- Chief Commander in het Legioen van Verdienste op 27 augustus 1943[17]
- Army Distinguished Service Medal[16]op 14 juni 1946[18]
- Legioen van Eer
  - Grootkruis in 1945[6]
  - Grootofficier in 1945[6]
  - Commandeur in 1942[16][6]
- Oorlogskruis[6]
  - Palm op 18 juni 1946[16][6]
- Croix de guerre 1940-1945[16][6]
  - Palm op 27 september 1946[6]
- Orde van Koetoezov
  - Eerste Klasse op 28 augustus 1945[19]
- Zilveren medaille voor Dapperheid (Medaglia d'argento al Valore Militare) op 26 mei 1917[20]
- Grootkruis in de Orde Polonia Restituta op 1 oktober 1943[21]
- Grootkruis in de Orde van George I op 6 september 1946[6][16]
- Grootofficier in de Orde van Sharifian Alawaidis op 27 augustus 1943[6]
- Grootlint in de Orde van de Glorie op 27 augustus 1943[16][6]
- Grootkruis in de Kroonorde op 18 juni 1946[16]met Palm[22][6]
- Grootkruis in de Orde van Oranje-Nassau op 31 oktober 1947[16][6]
- Hij werd tweemaal genoemd in de Dagorders. Dat gebeurde op:
  - 30 juni 1942[23]
  - 3 juli 1942